# GR 1
El GR 1 o Sender Històric és un sender de gran recorregut que uneix la població de Sant Martí d'Empúries a l'Alt Empordà amb la de Fisterra a Galícia. Travessa la península Ibèrica d'est a oest des de la mar Mediterrània fins a l'oceà Atlàntic. Transcorre paral·lel, primer amb el GR 11, i després amb el GR 65 (Camí de Sant Jaume). No obstant això, el recorregut només es troba completament senyalitzat a Catalunya. Des d'Empúries i fins al Puerto del Escudo, al límit entre la província de Burgos i Cantàbria, té una distància de 1.074,5 quilòmetres.

## GR 1 a Catalunya
El GR 1 és un sender de gran recorregut que travessa el prepirineu català. També és conegut com a Sender Transversal.
Comença a Sant Martí d'Empúries i fins al Pont de Montanyana recorre un total de 355 km a Catalunya. L'itinerari passa per: Banyoles, Sant Joan de les Abadesses, Ripoll, Alpens, Lluçà, Gironella, Sant Pere de Graudescales, Sant Llorenç de Morunys, Oliana, Peramola, La Baronia de Rialb i el Congost de Mont-rebei. Segons la Federació d'Entitats Excursionistes de Catalunya el recorregut consta de 26 etapes. El sender va ser homologat l'any 1978. La seva guia fou editada el 2007.
Passa per les següents comarques, d'est a oest:
- Alt Empordà
- Baix Empordà
- Pla de l'Estany
- Garrotxa
- Ripollès
- Osona
- Berguedà
- Solsonès
- Alt Urgell
- Noguera
- Pallars Jussà

### Connexions amb altres senders
Per ordre en què es troben, començant a Empúries:
- GR 92, a Cinclaus (prop de les ruïnes d'Empúries).
- GR 2, a Besalú.
- GR 3, a Sant Joan de les Abadesses.
- GR 4, a Sagàs.
- GR 7, a Sant Llorenç de Morunys i la variant GR 7-6, a Odèn.

### Variants
El GR 1 té les següents variants marcades:
- GR 1-1: De Sant Lleïr de la Vall d'Ora a Sant Llorenç de Morunys: 24,6 km.
- GR 1-4: De l'Hostal Roig al Mas de Mont-rebei, a la Noguera Ribagorçana: 39 km.

## GR1 aAragó
El Sendero Historico, que és el nom aragonès del GR 1, va del Pont de Montanyana a Sos del Rey Católico. Té una llargària de 315 km i unes 8 etapes.
L'itinerari és: Lo Pont de Montanyana - Las Badías - Castigaleu - Laguarres - Lascuarre - Pociello - Capella - Graus - Grustán - Pano - Caneto - Trillo - Salinas de Trillo - Troncedo - Formigales - Morillo de Montclús - Tierrantona - Muro de Roda - El Humo - Palo - Presa de Mediano - Ligüerre de Cinca - Mesón de Ligüerre - Samitier - Arcusa - Las Bellostas - Otín - Bara - Nocito - Lúsera - Belsé - Arguis - Bolea - Aniés - Loarre - Sarsamarcuello - Linás de Marcuello - Riglos - Murillo de Gállego - Agüero - San Felices - Fuencalderas - Biel - Petilla de Aragón - Sos del Rey Católico - Peña (Navarra). Passa per les províncies d'Osca i Saragossa.
Només està totalment senyalitzat des del Pont de Montanyana fins al Mesón de Ligüerre. A partir d'aquí només hi ha senyalitzats petits trams.

## GR 1 aNavarra
El GR 1 a Navarra és gestionat per la Federación Navarra de Deportes de Montaña y Escalada.
En aquest tram, el sender va de Sierra Peña fins al Santuari de Kodes. Té un total de 149 quilòmetres i consta de vuit etapes.
Creua la zona mitjana de Navarra, passant per punts de molt d'interès arquitectònico-històric i per paisatges que van de la plana a la muntanya. De Peña, el sender continua cap a Cáseda i Gallipienzo i Uxue. Després va per Olite, Larraga, Baigorri i Allo. Aquí, el sender es desdobla en dos ramals: un va per les planes de Sesma fins a Lodosa i l'altre va per Los Arcos i el Santuari de Kodes.

## GR 1 al País Basc (Àlaba)
A Àlaba, el GR 1 travessa les comarques de La Montaña i Valles Alaveses.
Comença a Santa Cruz de Campezo, continua per les valls dels rius Ega i Inglares i després de Salinas de Añana va a través de la Vall de Valdegovia cap a Bóveda, per arribar al nord de Burgos i Cantàbria.
Passa per pobles com Santa Cruz de Campezo, Antoñana, Bernedo, Peñacerrada, Ocio, Portilla, Berantevilla, Armiñón, Fontecha, Salinas de Añana, Tuesta i Valpuesta i d'allà va cap a Burgos.

## GR 1 a Cantàbria
El GR 1 a Cantàbria encara no ha estat senyalitzat, però s'ha acordat que travessaria per la comarca de Campoo. Està previst que s'iniciï a Corconte, procedent de Burgos, que passi per Reinosa, Corconte i Suso i que continuï cap a Palència.

## GR 1 a Castella i Lleó
El GR 1 travessa les províncies de Burgos (entre Àlaba i Cantàbria) i les de Palència i Lleó.

### Burgos
El sender passa per: San Pantaleón de Losa, Pérex, Gobantes, Villate, Villamor, La Cerca, Salinas del Rosío, Tabliega i Bárcena de Pienza.

### Palència
El GR 1 passa per: Gayangos, Torme, Villanueva la Blanca, Salazar, Nela, Puentedey, Quintanilla, Valdebodres, Pedrosa, Dosante i Busnela.

### Lleó
A Lleó, passa per Maraña.

## Astúries
El GR 1 encara s'ha de marcar a Astúries.

## Galícia
A Galícia també està per marcar el GR 1. Passarà per les províncies de Lugo i de La Corunya. Acaba a Fisterra.
Només té definit un recorregut circular de 66 km: la Rota da Marronda, que comença i acaba a Fondeo i que passa per Fonteo, Pereira, Estornín, Cubilledo, Cabreira, Piñeira, Cortelleva i Mandrinas